# Richard Glazar
Richard Glazar, född Richard Goldschmid 29 november 1920 i Prag, död 20 december 1997 i Prag, var en tjeckisk jude, en av mycket få överlevande från nazisternas förintelseläger Treblinka.
Glazar anlände till Treblinka den 8 oktober 1942. Tillsammans med medfången Karel Unger lyckades Glazar rymma från lägret den 2 augusti 1943.
Glazar publicerade 1992 boken Die Falle mit dem grünen Zaun: Überleben in Treblinka (engelsk översättning ”Trap with a Green Fence: Survival in Treblinka”, 1995) i vilken han skildrar sina upplevelser i Treblinka.